# Die Mitte Frauen Schweiz
Die Mitte Frauen Schweiz (ehemals CVP Frauen Schweiz) ist eine Unterorganisation der Partei Die Mitte. Sie ist als Verein nach Schweizer Recht (Art. 60ff. ZGB) mit Sitz in Lenzburg organisiert und in Kantonalsektionen gegliedert.
Politisch verfolgt sie grundsätzlich die gleichen Ziele wie die Mutterpartei, berücksichtigt aber spezifische Frauenanliegen und Gleichstellungsfragen in stärkerem Masse.

## Präsidentinnen
- 1975–1986 Marie-Therese Larcher-Schelbert
- 1986–1991 Ruth Grossenbacher-Schmid
- 1991–2001 Brigitte Hauser-Süess
- 2001–2009 Ida Glanzmann-Hunkeler
- 2009–2021 Babette Sigg Frank[2][3]

Seit 2021 ist Christina Bachmann-Roth Präsidentin.